# Taghelel

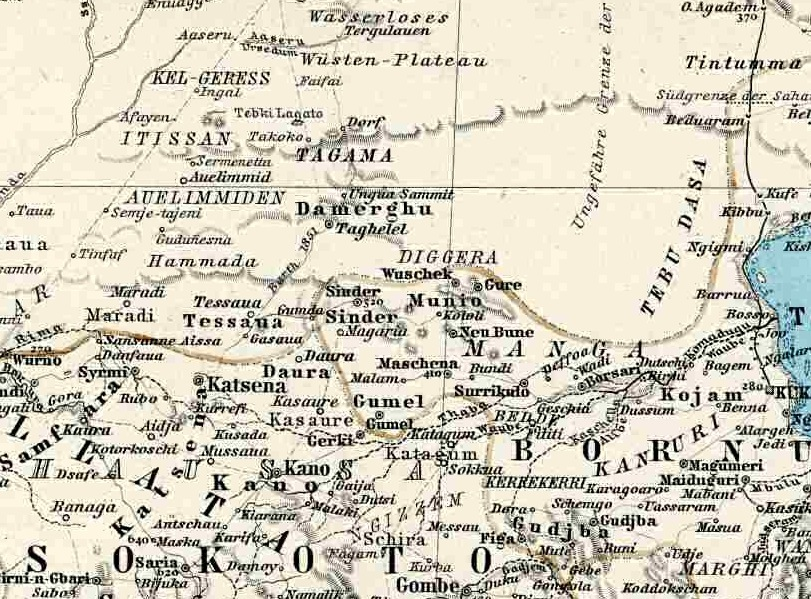
Taghelel in Stielers Hand-Atlas von 1891

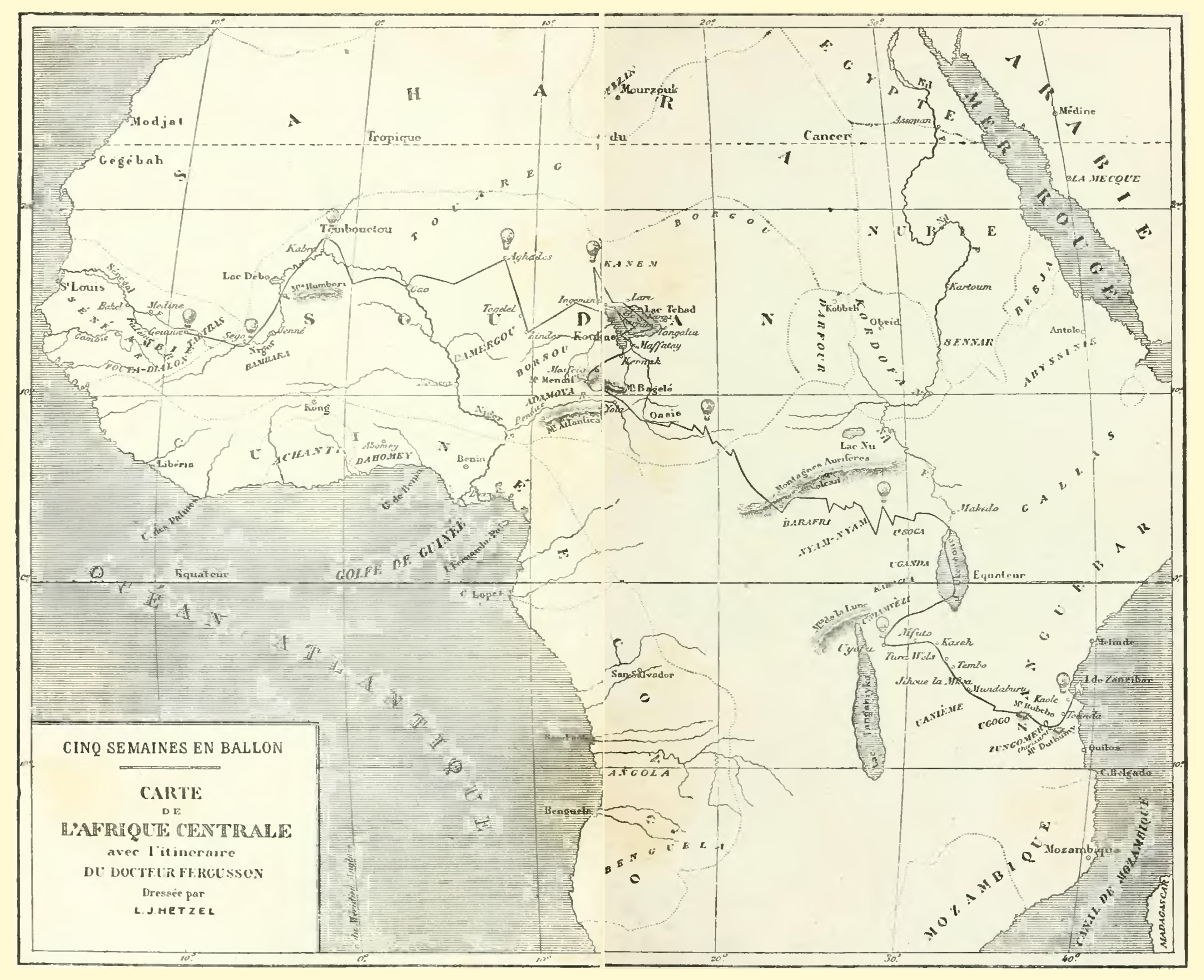
Taghelel als Teil der (fiktiven) Reiseroute in Fünf Wochen im Ballon

Taghelel (auch: Tagelel, Tághelel, Taguelel) war eine Siedlung in der Landschaft Damergou in Niger.
Taghelel lag im Gebiet der heutigen Landgemeinde Olléléwa, die zum Departement Tanout in der Region Zinder gehört. Die Afrikaforscher Heinrich Barth, Adolf Overweg und James Richardson erreichten die Ortschaft, vom Aïr kommend, zu Beginn des Jahres 1851. Hier trennten sich ihre Wege. Barth verfasste eine genaue Beschreibung von Taghelel. Ihm zufolge befand sich die kleine Siedlung drei bis dreieinhalb Meilen nordöstlich des Dorfes Olléléwa und in etwa zwei Meilen Entfernung vom Weiler Farara. Taghelel bestand aus annähernd 120 Hütten in zwei Weilern, die durch vier oder fünf Tamarindenbäume voneinander getrennt waren. Die Bedeutung der Siedlung lag in ihrer Funktion als südlicher Herrschaftssitz von Annur, dem Herrscher von Tintellust. Barth zählte Taghelel deshalb neben Dan Kamsa, Farara, Koulan Karki und Olléléwa zu den in politischer Hinsicht wichtigsten Siedlungen im Damergou.
Der Schriftsteller Jules Verne ließ die Helden seines 1863 erschienenen Romans Fünf Wochen im Ballon über Taghelel fliegen. Die französische Forschungs- und Militärexpedition Mission Foureau-Lamy konnte die Siedlung bereits 1899 nicht mehr auffinden und identifizierte irrtümlich das Dorf Gangara als Barths Taghelel.